# Iglo

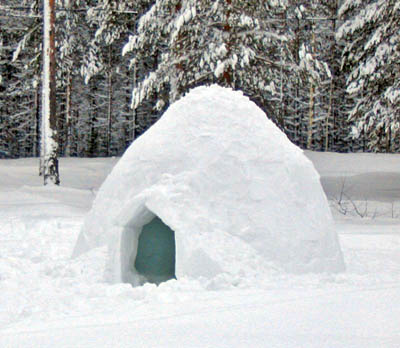
Iglo

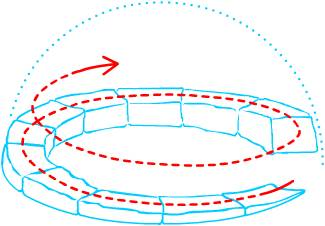
De sneeuwblokken worden spiraalsgewijs opgestapeld

Een iglo is een hut die is opgetrokken van sneeuwblokken. Het woord betekent huis in het inuktitut, de taal van de Inuit.
Hoewel sneeuw op het eerste gezicht misschien geen goede keuze lijkt om een onderkomen te bouwen (te zacht of te koud), heeft het toch grote voordelen. Sneeuw is in het woongebied van de Inuit ruim voorhanden. Bovendien kunnen de nadelen worden opgevangen. Door de blokken spiraalsgewijs te stapelen, ontstaat een zeer stevig bouwsel. Bovendien is sneeuw een slechte warmtegeleider, zodat warmte goed kan worden vastgehouden. Hierdoor kan een iglo verrassend warm zijn van binnen.
De iglo bestaat uit een koepel, het woonverblijf, en een tunnel, die toegang tot het verblijf verschaft en tegelijk als opslagplaats fungeert. Een raam kan worden gevormd door een ijsschots. Essentieel is een ventilatiegat om te voorkomen dat de bewoners stikken. Vaak ligt de ingang bovendien lager dan de slaapruimte, zodat koude lucht in de lagere delen van de iglo blijft hangen. Een lamp zorgt voor de verwarming en verlichting. Als de iglo gebouwd is, houdt men enige tijd de brander dicht bij het plafond, dat hierdoor deels smelt, waardoor het water langs de muren naar beneden loopt en die nat worden. Dan wordt de deur opengetrokken zodat het water door de plotse kou snel bevriest. Zo ontstaat een ijslaag die de stevigheid van de iglo bevordert en voorkomt dat de iglo van binnenuit smelt.
Bepaalde eskimostammen, in het bijzonder de stammen die rond de Straat Davis wonen, behangen de binnenkant van de iglo met dierenhuiden, waardoor de temperatuur in de iglo kan oplopen van ± 2 °C tot 10 à 20 °C, of warmer.